# Thomas Wharton (2e baron Wharton)
Pour les articles homonymes, voir Thomas Wharton.
Thomas Wharton, 2e baron Wharton (1520-1572), de Wharton et Nateby, Westmoreland, Beaulieu alias New Hall, Essex et Westminster, Middlesex, est un pair anglais.

## Famille
Wharton est le fils aîné de Thomas Wharton (1er baron Wharton) (en), et de sa première épouse, Eleanor, la fille de Brian Stapleton de Wighill, Yorkshire. Après la mort de sa mère, son père épouse, le 18 novembre 1561, Anne Talbot, veuve de John Braye (2e baron Braye) (en) et fille de Francis Talbot (5e comte de Shrewsbury).

## Carrière
Wharton est fait chevalier en 1545 par Edward Seymour (1er comte d'Hertford), et en mai 1547 épouse Anne Radcliffe, la fille cadette de Robert Radcliffe (1er comte de Sussex), et de sa seconde épouse, Margaret Stanley, la fille de Thomas Stanley (2e comte de Derby).
On sait peu de choses sur Thomas, sauf qu'il est un compagnon de Marie Ire d'Angleterre. Il est avec elle à Kenninghall lorsque le jeune Édouard VI meurt et que Lady Jane Grey monte sur le trône pendant neuf jours. Tom escorte Mary jusqu'au château de Framlingham et, lors de son accession au trône, à la Tour de Londres. Il est nommé grand écuyer et membre du Conseil privé. Il est haut shérif de Cumberland en 1547 et député de Cumberland en 1544-1545, 1547 et 1553, pour Hedon, Yorkshire en 1554, pour Northumberland en 1555, et à nouveau pour ce comté ainsi que pour le Yorkshire au parlement de 1557-1558.
Étant un fervent catholique et partisan de Marie, elle le fait retenir, par des lettres personnelles, au Parlement et lui accorde le manoir de Newhall à Boreham, Essex et une maison à Londres sur Canon Row à Westminster.
Quand Mary meurt et Elizabeth devient reine, Thomas est exclu du Parlement et se retire à Newhall. Continuant toujours à célébrer la messe, il est finalement emprisonné à la Tour de Londres en 1561, la même année où sa femme meurt.
Sept ans plus tard, il hérite du titre de baron qu'il conserve pendant quatre ans.
Wharton meurt le 14 juin 1572 dans sa maison de Canon Row et est enterré dans l'Abbaye de Westminster.